# Марек Вадас
Марек Вадаш (слч. Marek Vadas; Кошице, Словачка, 28. мај 1971) је словачки писац.

## Биографија
Године 2007. освојио је награду Anasoft Litera (Анасофт Литера) за најбољу словачку прозу за збирку кратких прича Liečiteľ. Године 2004. освојио је награду Бибиана за најбољу словачку књигу за децу, за Rozprávky z čiernej Afriky (Приче из црне Африке). Обе књиге, као и низ других његових дела, инспирисани су његовим бројним боравцима у Африци (нарочито Камерун, Чад, Габон, Нигерија ). Студирао је естетику и словачки језик и књижевност на Факултету уметности Универзитета Коменски у Братислави, дипломирао 1995. Књижевно је дебитовао 1994. године. Сарађивао је у антологијама Sex po slovensky (2004) и Päť x päť (2011). Његове књиге су превођене на украјински, мађарски, чешки, пољски, шпански, корејски, словеначки, бугарски, енглески, италијански, француски и српски. Бави се и канисотерапијом.

## Референца
1. 1 2  „Marek Vadas: OZLOGLAŠENA ČETVRT”. agoraknjige.rs. Приступљено 25. 4. 2025.
2. ↑  „Marek Vadas”. litcentrum.sk. Приступљено 25. 4. 2025.
3. ↑  „Preložené diela”. litcentrum.sk. Приступљено 25. 4. 2025.